# Йозефа Гофер
Марія Йозефа Гофер, уроджена Вебер (нім. Maria Josepha Hofer; 1758 або 1757, Целль — 29 грудня 1819, Відень) — австрійська оперна співачка (сопрано). Відома як перша виконавиця партії Цариці ночі в опері Моцарта «Чарівна флейта».

## Біографія
Марія Йозефа Вебер народилася 1757 або 1758 року в місті Целль-ім-Візенталь. Вона була старшою донькою скрипаля Франца Фрідоліна Вебера. Її сестрами були Констанція (згодом стала дружиною Моцарта), Алоізія і Софі Вебер.
Після смерті батька Йозефа оселилася у Відні, а з 1785 по 1787 рік виступала в Ґраці. 21 липня 1788 вона вийшла заміж за придворного скрипаля Франца де Паула Гофера, приятеля Моцарта, який, імовірно, їх і познайомив. З 1789 року його знову співала у Відні, в театрі Ауф дер Віден, яким керував Шиканедер, а згодом в Театрі ан дер Він. 24 січня 1789 року вона співала в німецькій версії комічної опери Паїзієлло «Уявні філософи». Ймовірно, для неї Моцарт написав втрачену арію «Ohne Zwang aus eignem Triebe», а також вставну арію «Schon lacht der holde Frühling», що призначалася для виконання в німецькій версії іншої опери Паїзієлло, «Севільський цирульник». Першим успіхом співачки став виступ в «Обероні» Пауля Враніцького 1790 року. Того ж року у неї народилася донька Йозефа, яка також згодом стала співачкою.
Передусім Йозефа Гофер відома тим, що стала першою виконавицею партії Цариці ночі в «Чарівній флейті» Моцарта. Композитор написав для неї дві контрастні за своїм характером арії — «O Zittre nicht, mein lieber Sohn» і «Der Hölle Rache kocht in meinem Herzen» — з тим, щоб підкреслити особливості її голосу і здатність співати у високій теситурі. Існує легенда, що перед смертю Моцарт в маренні говорив, ніби чує, як Йозефа співає арію Цариці ночі і бере верхнє «фа».
Після прем'єри «Чарівної флейти» Гофер продовжувала виступати з трупою Шиканедера. Особливий успіх вона мала в партії Юнони в «Аркадському дзеркалі» Зюсмайєра: тільки в січні 1795 року опера ставилася 14 разів, а до кінця року було ще близько трьох десятків постановок. Одна з арій, «Juno wird stets um dich schweben», вимагала від виконавиці такого ж вокальної майстерності, як і арія Цариці ночі.
1796 року помер чоловік Йозеф, і в наступному році вона вийшла заміж за співака Фрідріха Себастьяна Майєра. Згодом подружжя не раз виступали разом. Сучасники неоднозначно відгукувалися про мистецтво співачки: з одного боку, зазначалося її вміння брати високі ноти, з іншого — різкість голосу і недолік акторської майстерності.
1805 року Йозефа Гофер залишила сцену. Вона померла 29 грудня 1819 року в Відні.